# 中国南方電網
中国南方電網有限責任公司（ちゅうごくなんぽうでんもうこうし、中国語簡体字: 中国南方电网有限责任公司、英文：China Southern Power Grid Company Limited、また民間では華南電網）は、中国南部へ電力の送電・変電・配電を司る会社で、その他の地域へは国家電網公司が配電を行う。以前の国家電力公司が電力機構の「発送分離」（中国語：廠網分離）で2002年に生まれた会社で、別組織の発電会社集団が発電する電力の送電のみを行う。
担当範囲は雲南省・貴州省・広西チワン族自治区・広東省・海南省の5省である。「西電東送」プロジェクトの南方ルートが担当範囲内にある。国家電網公司、広東省、海南省の共同投資である。

## 参考
- 中国の地域エネルギー事情調査報告書 （第3章、2003年調査）
- 西電東送プロジェクト